# Procar
Die Procar Automobile Finanz-Holding GmbH & Co. KG ist die Konzernobergesellschaft der Procar-Gruppe, einem der größten BMW-Händler in Deutschland mit Gesellschaftssitz in Wuppertal und Verwaltungssitz in Velbert. Procar ist an 25 Standorten in Nordrhein-Westfalen vertreten.

## Geschichte
Der Grundstein der späteren Procar-Gruppe wurde 1990 gelegt, als Karl Heinz Wlazik und Peter Jänsch das BMW-Autohaus Wache in Bottrop übernahmen.
2002 wurde BMW-Bavaria in Castrop-Rauxel gekauft. Zwei Jahre später wurde 2004 BMW-Meyer in Herne übernommen. Die erste große Übernahme folgte als Ruhrland Automobile AG im Jahr 2005 mit dem Kauf der Jost-Gruppe mit 4 Autohäusern in Hagen, Hagen-Hohenlimburg, Menden und Iserlohn, die im Unternehmen  Procar Automobile GmbH zusammengefasst wurden.
Im Jahr 2007 wurde die Emde-Gruppe mit BMW-Emde und BMW-Bovenkamp in Wuppertal sowie je einem Betrieb in Sprockhövel, in Solingen (ex BMW-Voss), in Unna (ex BMW-Hansa) und in Velbert (ex Autohaus Velbert GmbH) übernommen.  Im Außenauftritt wird seitdem die Dachmarke Procar für alle BMW-Autohäuser verwendet. Heiko Emde war bis 2016 Geschäftsführer für den Bereich After-Sales-Management  bei Procar.
Die BMW-Hammer-Gruppe mit vier Betrieben in Köln und einem Standort in Erkelenz wurde 2009 gekauft. Im übernommenen Autohaus Köln-West ist auch die Rolls Royce-Vertretung für Nordrhein-Westfalen untergebracht. Im gleichen Haus werden auch BMW-Motorräder verkauft.
Das erste Autohaus in Bottrop wurde 2012 verkauft. Anfang 2012 übernahm die israelische Familie Manor über Zwischenholdings in Luxemburg einen Anteil von 80 % an Procar. Die restlichen Anteile blieben bei Peter Jänsch. Im gleichen Jahr wurden die Betriebe in Velbert, Castrop-Rauxel, Herne und Wuppertal neu gebaut. 
2013 zog sich Peter Jänsch aus der Geschäftsführung der Procar Automobile Finanz-Holding zurück.
2016 wurden die Betriebe in Velbert, Wuppertal, Castrop-Rauxel, Hagen, Iserlohn, Köln-Nord, Köln-Süd und Menden auf die neue BMW-CI umgestellt.
Im Zuge der Nachfolgeregelung wurde 2017 BMW Kammann in Leverkusen übernommen.
Mit dem Kauf der BMW-Hakvoort-Gruppe wurden 2019 fünf Autohäuser im Münsterland übernommen. Die Betriebe befinden sich in Münster, Emsdetten, Warendorf, Ahlen und Lüdinghausen. In Münster befindet sich nun der zweite BMW-Motorrad-Betrieb von Procar.
Im Januar 2024 wurde bekannt, dass Procar die Hans Brandenburg GmbH mit vier Autohäusern im Rheinland, die in Dormagen, Düsseldorf, Hilden und Mettmann liegen, übernehmen will. Die Freigabe durch das Bundeskartellamt wurde im Februar 2024 erteilt. Die Zahl der Standorte erhöhte sich somit auf 25.

## Beteiligungen
- Procar Automobile GmbH, Wuppertal (100 %)
- Procar Automobile GmbH & Co. KG, Köln (94 %)
- Procar Automobile Verwaltungs GmbH, Köln (100 %)
- Procar Automobile Finanz-Holding Beteiligungs GmbH, Velbert (100 %)
- MoveMe GmbH, Velbert (100 %)
- Procar Versicherungsservice GmbH, Velbert (100 %)
- myEasyServices GmbH, Velbert (100 %)
- Autowert GmbH, Velbert (100 %)